# 장필화
장필화(1951년 8월 1일 ~ )는 대한민국의 이화여자대학교 여성학과 교수이다. 대한민국 최초의 여성학과 교수이자, 아시아 최초의 여성학과 교수이다.

## 학력
- 이화여자대학교 영어영문학 학사
- 헐대학교대학원 여성교육철학 석사
- 서섹스대학교대학원 여성과발전학 박사

## 경력
- 1984년 ~2016년: 이화여자대학교대학원 여성학과 교수
- 1992년 ~ 1993년: 이화여자대학교 한국여성연구소 소장
- 1995년 ~ 2002년: 이화여자대학교 아시아여성학센터 소장
- 2000년: 한국여성학회 회장
- 2002년 ~ 2006년 1월: 이화여자대학교대학원 원장
- 2005년: 세계여성학대회 조직위원장
- 2007년 11월 ~: 아시아여성학회 회장
- 2011년 2월 ~ 2014년 1월: 이화리더십개발원 원장,
- 2011년 2월 ~ 2016년 8월: 이화여자대학교 아시아여성학센터 소장

## 관련 기사
- 장필화. 한-아세안 협력과 나눔의 상상력 . 한겨레신문. 2009년 3월 16일.
- 아시아 페미니즘 닻올린 지 20년…존재 그 자체가 증거이자 기록. 한겨레신문. 2015년 7월 22일.